# Udanta Singh
Udanta Singh (Manipur, India, 14 de junio de 1996) es un futbolista de la India que juega en la posición de extremo. Desde el 2023 juega con el FC Goa de la Superliga de India.

## Carrera

### Club
| Periodo   | Club                      | Apariciones | Goles |
| --------- | ------------------------- | ----------- | ----- |
| 2014-2023 | Bengaluru FC              | 147         | 15    |
| 2016      | → Mumbai City FC (cedido) | 1           | 0     |
| 2023-     | FC Goa                    | 10          | 1     |

### Selección nacional
Udanta jugó para India sub-19 en 2013 en la eliminatoria al Campeonato sub-19 de la AFC 2014, donde fue titular en los cuatro partidos y anotó ante Turkmenistán sub-19. Udanta debutó con India el 24 de marzo de 2016 ante Irán en la clasificación de AFC para la Copa Mundial de Fútbol de 2018.
Su primer gol con la selección nacional lo anotó el 1 de junio de 2018 en la victoria por 5–0 ante China Taipéi en la Copa Intercontinental.

## Logros

### Club
- Federation Cup: 2014–15, 2016–17
- I-League: 2015–16
- Super Cup: 2018
- Indian Super League: 2018–19
- Durand Cup: 2022
- I-League U19: 2014

### Selección nacional
- SAFF Championship: 2021
- Intercontinental Cup: 2018, 2023

### Individual
- Mejor cadete del Tata Football Academy[1]
- Futbolista joven del año por la FPAI: 2015–16[7]